# اولگا خارواتووا
اولگا خارواتووا (چکی: Olga Charvátová؛ زادهٔ ۱۱ ژوئن ۱۹۶۲) اسکی‌باز آلپاین اهل چکسلواکی بود.